# توموکی اوئدا
توموکی اوئدا (انگلیسی: Tomoki Ueda؛ زادهٔ ۳ مارس ۱۹۹۶) بازیکن فوتبال اهل ژاپن است.
از باشگاه‌هایی که در آن بازی کرده‌است می‌توان به باشگاه فوتبال نارا کلوب اشاره کرد.